# Chi ha ucciso Gail Preston?
Chi ha ucciso Gail Preston? (Who Killed Gail Preston?) è un film statunitense del 1938 diretto da Leon Barsha.

## Trama
Gail Preston, cantante di successo, viene uccisa a colpi d'arma da fuoco nel mezzo della sua seconda canzone, e il primo sospettato, il signor Owen Carter muore in circostanze misteriose. L'ispettore di polizia Tom Kellogg e il suo assistente Cliff Connally concentrano sulla loro attenzione sul leader della band Swing Traynor, e la sua fidanzata Ann Bishop, ma tiene d'occhio anche Frank Daniels, Jules Stevens e Charles Waverly.